# (38160) 1999 JG74
1999 JG74 (asteroide 38160) é um asteroide da cintura principal. Possui uma excentricidade de 0.10587020 e uma inclinação de 4.82244º.
Este asteroide foi descoberto no dia 12 de maio de 1999 por LINEAR em Socorro.